# Stora Igeltjärnen (Äppelbo socken, Dalarna, 670260-139889)
Stora Igeltjärnen är en sjö i Vansbro kommun i Dalarna och ingår i Dalälvens huvudavrinningsområde. Sjön har en area på 0,0555 kvadratkilometer och ligger 302,1 meter över havet.

## Delavrinningsområde
Stora Igeltjärnen ingår i det delavrinningsområde (670169-139963) som SMHI kallar för Ovan Skilbäcken. Medelhöjden är 295 meter över havet och ytan är 5,52 kvadratkilometer. Räknas de 10 avrinningsområdena uppströms in blir den ackumulerade arean 77,34 kvadratkilometer. Granan som avvattnar avrinningsområdet har biflödesordning 3, vilket innebär att vattnet flödar genom totalt 3 vattendrag innan det når havet efter 348 kilometer. Avrinningsområdet består mestadels av skog (41 procent) och sankmarker (57 procent). Avrinningsområdet har 0,06 kvadratkilometer vattenytor vilket ger det en sjöprocent på 1 procent.